# キササゲ
キササゲ（木大角豆・楸・木豇、学名: Catalpa ovata）は、ノウゼンカズラ科キササゲ属の落葉高木。

## 名称
和名キササゲは、果実がササゲ（大角豆）に似ており、束になって枝にぶら下がるのでキササゲ（木大角豆）と呼ばれる。別名では、カミナリササゲ、カワギリ、ヒサギともよばれる。
生薬名で梓実（しじつ）と呼ばれる。日本で「梓（し）」の字は一般に「あずさ」と読まれ、カバノキ科のミズメ（ヨグソミネバリ）の別名とされるが、本来はキササゲのことである。中国名は梓、あるいは梓樹。

## 特徴
中国原産で、日本には奈良時代に編纂された『万葉集』にもキササゲが見られるほど古くに渡来し、一部は日本各地の河川敷などの湿った場所に野生化している帰化植物である。。植栽としても利用されており、かつては、雷よけになるとして城や神社仏閣に植えられた。樹皮は灰褐色で縦に裂け目がある。
落葉広葉樹の高木で、高さ5 - 10メートル (m) 。多く見られるものは、高さはせいぜい3 mほどであるが、大きなものでは幹径50センチメートル (cm) 、高さ15 mにもなるといわれる。樹皮は灰褐色で、縦に浅く裂ける。一年枝は太く、褐色や暗褐色をしており、無毛である。若木の樹皮は褐色で、皮目があり、細かい縦筋がある。
葉は大きく、直径20 cmほどの幅の広い広卵形で、キリ（桐）の葉に似た形で浅く3 - 5裂する。葉縁は全縁で、基部はハート形。葉柄は長く20 cmほどあり、つけ根に濃紫褐色の蜜腺がつく。
花期は5 - 7月。枝の先から円錐花序を出して、漏斗状で淡い黄色の内側に紫色の斑点がある花を、10個ほど咲かせる。
果実は長さ20 - 30 cmほどある細長い蒴果で、1か所からまとまって10本ほど垂れ下がる。果実の中には楕円形の種子がたくさん入っており、莢が割れて種子が風に飛ばされる。種子を飛ばした後、冬でも茶褐色になったササゲ（学名: Vigna unguiculata var. unguiculata）に似た細長い果実が残り、よく目立つ。
冬芽はバラの花状に芽鱗が重なるのが特徴的で、枝に三輪生や対生し、仮頂芽が小さい。葉痕は円くて中央が凹み、大きくて目立つ。維管束痕は小さく、多数が輪になってつく。

## 利用
庭木として植栽されるほか、花材としても使われる。茶花では、子孫繁栄の意味を込めて、果実を12月末から1月初旬にかけて利用する。実は利尿剤になり、材は中国では版木にした。

### 生薬
本種とその同属植物トウキササゲ（学名: C. bungei）の果実は、日本薬局方に収録の生薬「キササゲ」で、これは梓実（しじつ）ともいう。解毒、利尿、吐き気を抑えるとされ、伝統的な漢方薬ではほとんど使わず民間薬的なものである。
利尿剤としての作用が強く、肝炎やネフローゼによるむくみや、タンパク尿を起こしたときの利尿剤として効能があるといわれる。民間療法では、乾燥した果実を2 cmほどに刻み、1日量10グラムを水500 ccの水で煎じて、1日3回食間に分服する用法が知られている。

## 同属植物
- アメリカキササゲ（C. bignonioides） - キササゲとは花色が異なるが、冬芽はよく似る[3]。日本には明治時代に入って、街路樹として広く植えられた[5]。寒さや都市環境に強く、北海道の札幌でも見られる[5]。
- トウキササゲ（C. bungei）
- オオアメリカキササゲ（ハナキササゲ、C. speciosa）

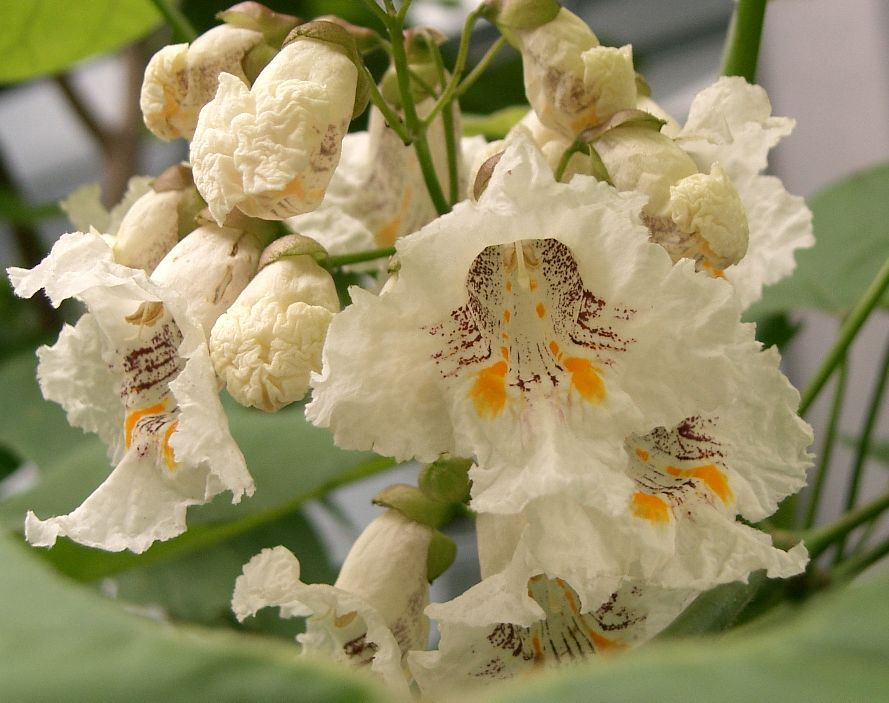
アメリカキササゲ
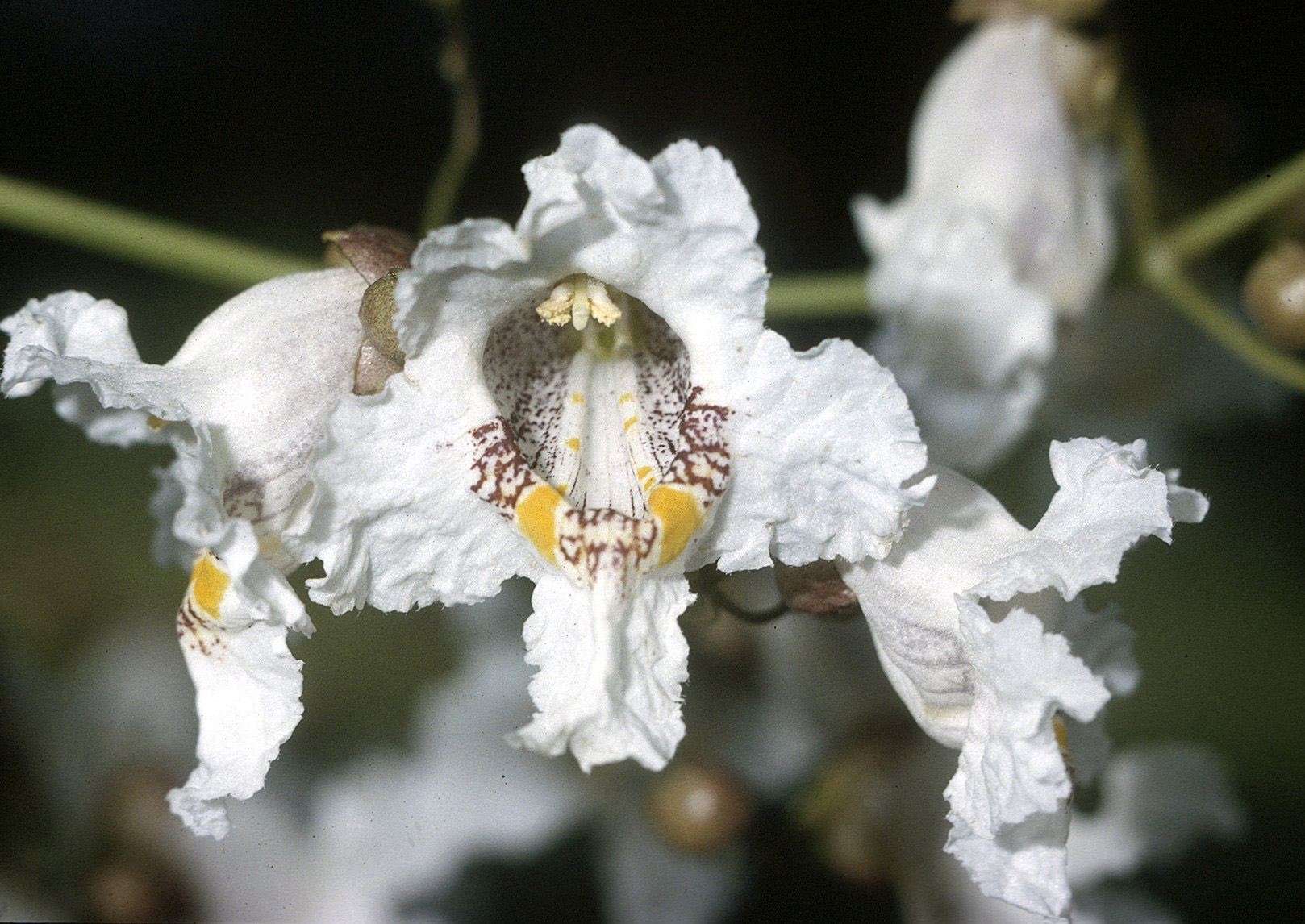
オオアメリカキササゲ